# Gens Ticia
La gens Ticia era una familia de plebeyos de la Antigua Roma. La gens es raramente mencionada en el periodo Republicano, y no salió de la oscuridad hasta un tiempo muy tardío. Ninguno de sus miembros obtuvo el consulado bajo la República, y la primera persona de este nombre que ostentó este cargo fue Marco Titio en 31 a. C.

## Origen de la gens
El nomen Titius es un apellido patronímico, basado en el praenomen Titus, y ambos pueden haber pertenecido al antepasado de la gens. Titus era aproximadamente el sexto praenomen latino más común durante la historia romana. Sin embargo, se cree que fue introducido a los latinos a través de Tito Tacio, un rey sabino del tiempo de Rómulo y Remo, quien vino a Roma con muchos de sus súbditos. Si Titus era originalmente un praenomen sabino, los Titii pueden haber sido también sabinos. Pero es también posible que Titus fuera un nombre común en las lenguas latina y osca.

## Praenomina utilizados por la gens
Los Titii utilizaron una gran variedad de praenomina, incluyendo Gaius, Quintus, Sextus, Lucius, Publius, Marcus, y Titus.  Todo de estos era nombres muy comunes.

## Ramas y cognomina de la gens
Durante los años más tardíos de la República, algunos Titii aparecen con los apellidos Rufus, significando "rojo" o "rojizo", y Strabo, que se refiere a uno que mira de reojo. Estos pueden haber sido nombres familiares, ya que al menos dos individuos de la gens llevaron estos cognomina. Numerosos apellidos aparecen en tiempo imperial, incluyendo Sabinus, Proculus, Aquilinus, y Gemellus, entre otros.